# Hérémence
Hérémence, früher deutsch Armensi oder Ermenz, ist eine politische Gemeinde und eine Burgergemeinde des Bezirks Hérens im französischsprachigen Teil des Kantons Wallis in der Schweiz. Die Gemeinde ist durch den Stausee Lac des Dix und dessen riesige Staumauer Grande-Dixence bekannt.

## Geographie

Luftbild (1955)

Die Gemeinde befindet sich im gleichnamigen Tal Val d’Hérémence. Die Nachbargemeinden von Norden beginnend im Uhrzeigersinn sind Vex, Saint-Martin, Evolène, Val de Bagnes und Nendaz.

## Geschichte
Hérémence wurde erstmals 1195 als Aremens urkundlich erwähnt. Nachdem der Ort lange Zeit zu Savoyen gehört hatte, wurde es 1260 ins Bistum Sitten transferiert. 1268 wechselte es wieder zurück zu Savoyen, wo das ganze Val d’Hérémence bis 1476 verblieb. Dies im Gegensatz zum Val d’Hérens.

## Bevölkerung
| Bevölkerungsentwicklung | Bevölkerungsentwicklung | Bevölkerungsentwicklung | Bevölkerungsentwicklung | Bevölkerungsentwicklung | Bevölkerungsentwicklung | Bevölkerungsentwicklung | Bevölkerungsentwicklung |
| ----------------------- | ----------------------- | ----------------------- | ----------------------- | ----------------------- | ----------------------- | ----------------------- | ----------------------- |
| Jahr                    | 1850                    | 1900                    | 1930                    | 1950                    | 1960                    | 2000                    | 2016                    |
| Einwohner               | 1137                    | 1101                    | 1736                    | 1648                    | 1868                    | 1294                    | 1377                    |

## Sehenswürdigkeiten
Die katholische Pfarrkirche (St. Nicolas (Hérémence)) ist ein brutalistischer Sakralbau des Architekten Walter Maria Förderer, erbaut in den Jahren 1967–1970. Zu ihrer Bauzeit umstritten, gilt sie heute als ein architekturhistorisch wichtiges Kirchenbauwerk des 20. Jahrhunderts in der Schweiz.

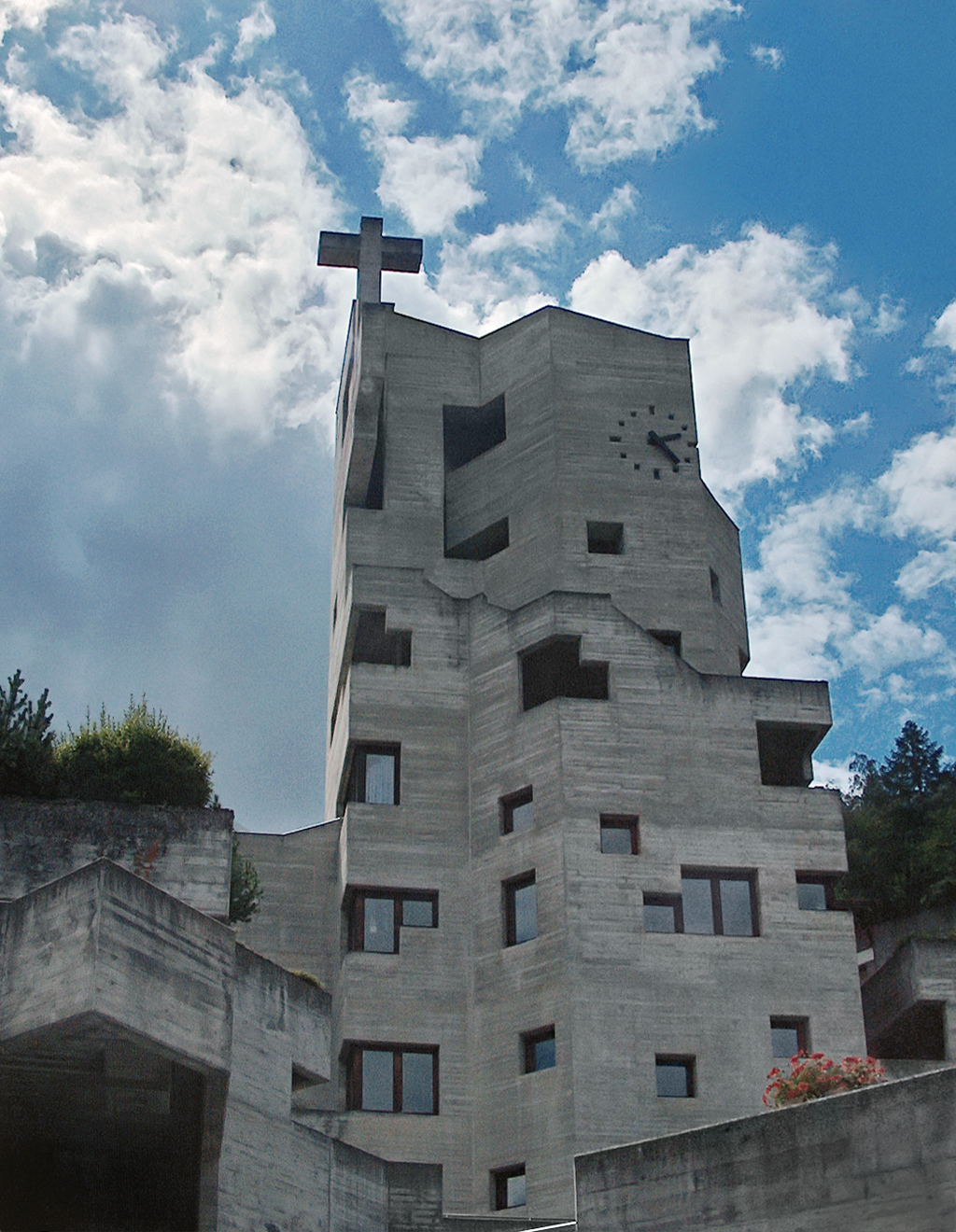
Pfarrkirche von Hérémence
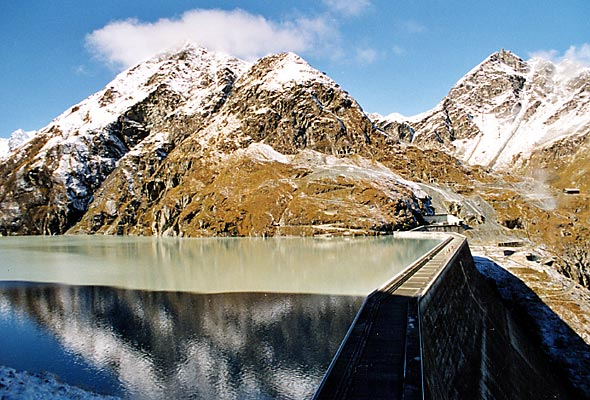
Stausee Lac des Dix in Hérémence